# Capitool van Nevada

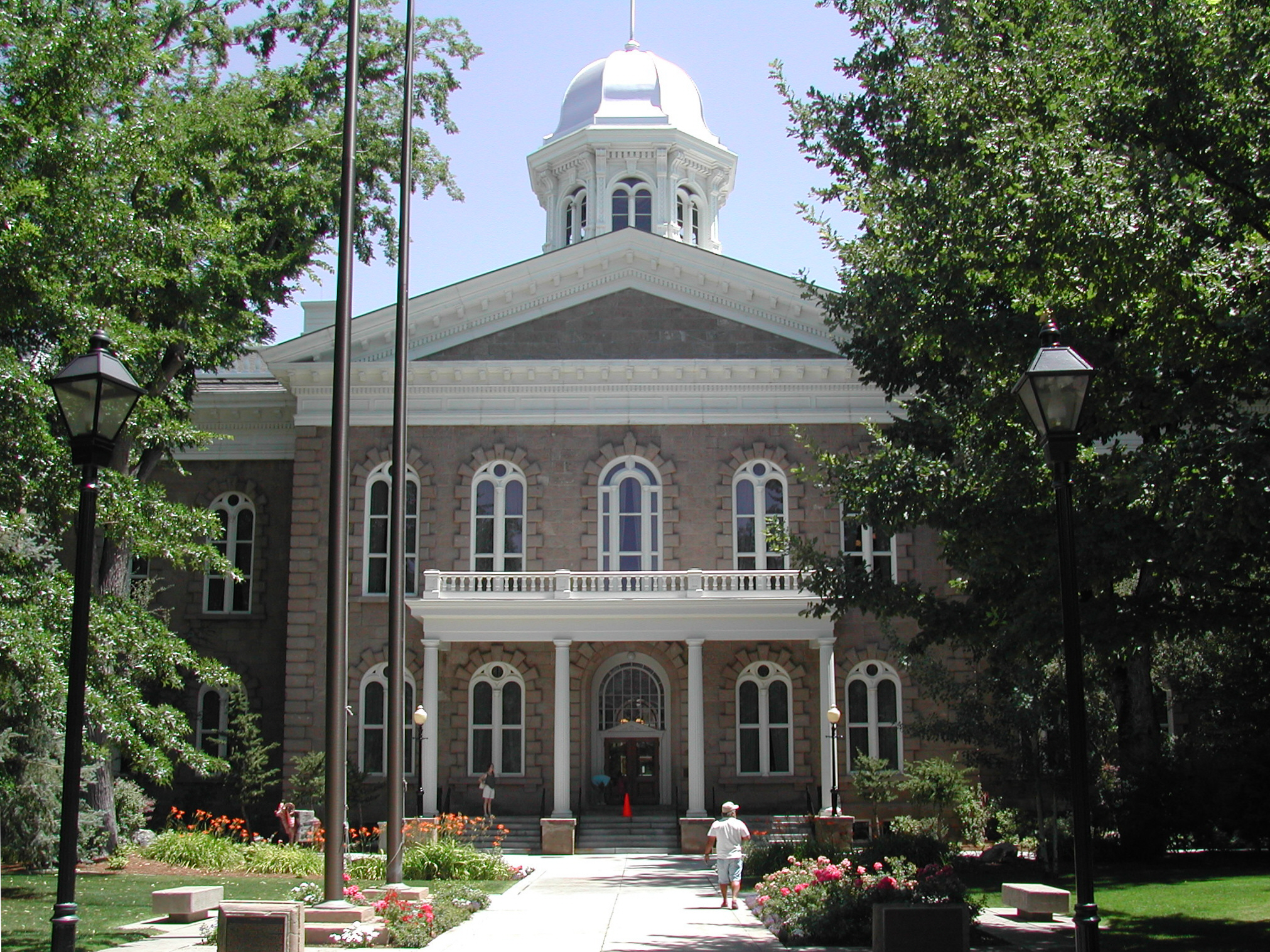
Capitool van Nevada in Carson City

Het Capitool van Nevada (Engels: Nevada State Capitol) is de zetel van de uitvoerende macht van de Amerikaanse deelstaat Nevada en bevindt zich in de hoofdstad Carson City. Vroeger zetelden alle drie de takken van de overheid in het Capitool, maar de rechterlijke macht verhuisde in 1937 naar een aanpalend gebouw en de wetgevende macht verhuisde in 1971 naar het Legislative Building ten zuiden van het Capitool. Tegenwoordigt zetelt de gouverneur er nog en wordt het gebouw ook als tentoonstellingsruimte gebruikt.
Het gebouw werd tussen 1869 en 1871 opgericht in Italiaans-geïnspireerde neoclassicistische architectuur. Het staat op het National Register of Historic Places.